# Vejlby Sogn (Middelfart Kommune)
Vejlby Sogn ist eine Kirchspielsgemeinde (dän.: Sogn) im südlichen Dänemark. Bis 1970 gehörte sie zur Harde Vends Herred im damaligen Odense Amt, danach zur Middelfart Kommune im
Fyns Amt, die im Zuge der  Kommunalreform zum 1. Januar 2007 in der
„neuen“
Middelfart Kommune in der Region Syddanmark aufgegangen ist.
Im Kirchspiel leben 1990 Einwohner, davon 205 im Kirchdorf (Stand:1. Januar 2023). Im Kirchspiel liegt die Kirche „Vejlby Kirke“.
Nachbargemeinden sind im Norden Strib-Røjleskov Sogn, im Osten Roerslev Sogn, im Süden Kauslunde Sogn und im Westen Middelfart Sogn.